# Meriș, Mehedinți
Meriș este un sat în comuna Broșteni din județul Mehedinți, Oltenia, România.

## Vezi și
- Biserica de lemn din Meriș